# Corral Grande
Corral Grande är en ort i Mexiko.   Den ligger i kommunen Yautepec och delstaten Morelos, i den sydöstra delen av landet, 60 km söder om huvudstaden Mexico City. Corral Grande ligger 1 486 meter över havet och antalet invånare är 887.
Terrängen runt Corral Grande är kuperad norrut, men söderut är den platt. Runt Corral Grande är det mycket tätbefolkat, med 1 056 invånare per kvadratkilometer. Närmaste större samhälle är Cuautla Morelos, 13,6 km söder om Corral Grande. Omgivningarna runt Corral Grande är en mosaik av jordbruksmark och naturlig växtlighet.